# 叶霍里夫卡 (敖德萨区)
46°43′20″N 30°24′16″E / 46.72222°N 30.40444°E
葉霍里夫卡（烏克蘭語：Єгорівка）是位於烏克蘭西南部的村莊，由敖德萨州敖德萨区的達奇內市鎮負責管轄。該村始建於1810年，面積3.28平方公里，海拔高度8米，2011年人口918。